# تارون فوسكانيان
تارون فوسكانيان (22 فبراير 1993 بيريفان في أرمينيا - ) هو لاعب كرة قدم أرمني في مركز الدفاع. شارك مع منتخب أرمينيا الوطني تحت 19 سنة لكرة القدم ومنتخب أرمينيا تحت 21 سنة لكرة القدم ومنتخب أرمينيا لكرة القدم. أما مع النوادي، فقد لعب مع بيونيك يريفان.

## وصلات خارجية
- تارون فوسكانيان على موقع الاتحاد الدولي (مؤرشف)  (الإنجليزية)
- تارون فوسكانيان على موقع الاتحاد الأوربي (الإنجليزية)
- تارون فوسكانيان على موقع قاعدة بيانات كرة القدم.إي يو (الإنجليزية)
- تارون فوسكانيان على موقع ناشيونال فوتبول تيمز (الإنجليزية)
- تارون فوسكانيان على موقع Soccerway.com (الإنجليزية)